# جونز (آلاباما)
جونز (به انگلیسی: Jones) یک منطقهٔ مسکونی در ایالات متحده آمریکا است که در شهرستان اوتوگا، آلاباما واقع شده‌است. جونز ۶۰٫۹۶ متر بالاتر از سطح دریا واقع شده‌است.